# Christian Wilhelm Allers
Christian Wilhelm Allers, né le 6 août 1857 à Hambourg et mort le 19 octobre 1915 à Carlsruhe, est un illustrateur, dessinateur et peintre allemand, influencé par le naturalisme.

## Biographie

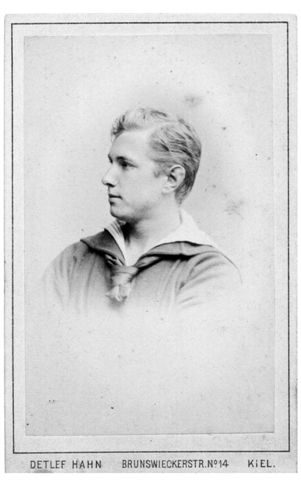
Allers, marin en 1885

Allers naît dans la famille d'un commerçant à Hambourg. Il travaille d'abord comme lithographe et déménage à Carlsruhe en 1877. Il suit l'enseignement du professeur Ferdinand Keller à l'académie des beaux-arts de Carlsruhe, puis s'engage dans la marine impériale à Kiel en 1880, où il devient le protégé d'Anton von Werner. Il y fait aussi la connaissance de Klaus Groth, dont il fait le portrait à plusieurs reprises.
Allers commence à se faire un nom en 1888, lorsqu'il publie sa collection de cartes du « Club Eintracht ». Il illustre aussi de nombreux livres et publie des cartes. Son livre sur Bismarck rencontre un grand succès, si bien qu'à partir des années 1890, Allers connaît l'aisance matérielle. Il se fait construire une maison à Carlsruhe en 1890 et une villa à Capri en 1892, où il demeure la plupart du temps, fait de nombreux voyages, entrecoupés de séjours à Hambourg et à Carlsruhe. De nombreuses personnalités allemandes sont invitées à des séjours à la villa Allers de Capri. Le scandale de Friedrich Alfred Krupp à Capri en 1902 n'épargne pas Allers qui est obligé de s'enfuir d'Italie. La cour le condamne in abstentia à quatre ans et demi d'emprisonnement en 1903 ce qui met fin à sa carrière.
Allers voyage ensuite pendant une dizaine d'années autour du monde. Il visite même la Nouvelle-Zélande, les îles Samoa et l'Australie, sous le pseudonyme de W. Andresen. Il gagne sa vie en faisant les portraits de personnes fortunées.
Il meurt à Carlsruhe quelques mois après son retour en Allemagne.

## Illustrations

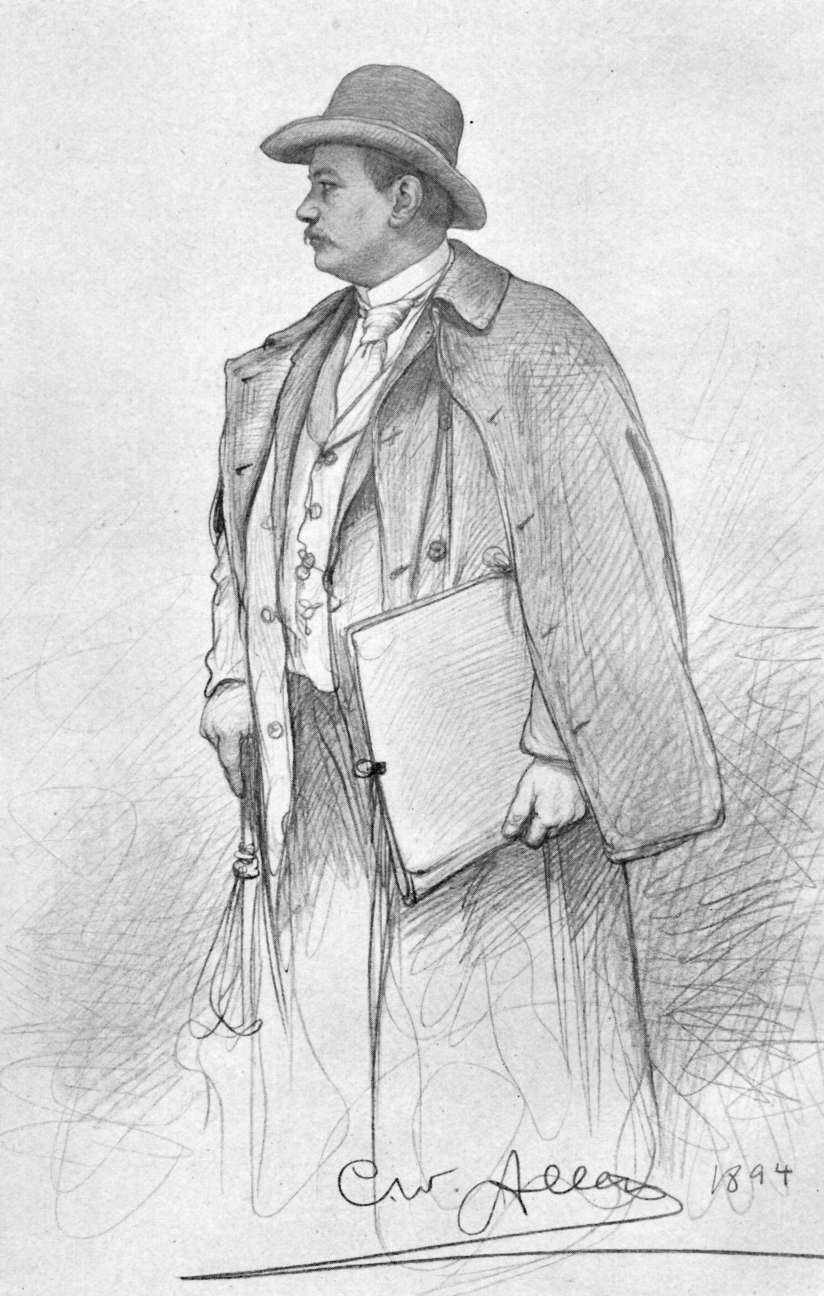
Autoportrait en 1894
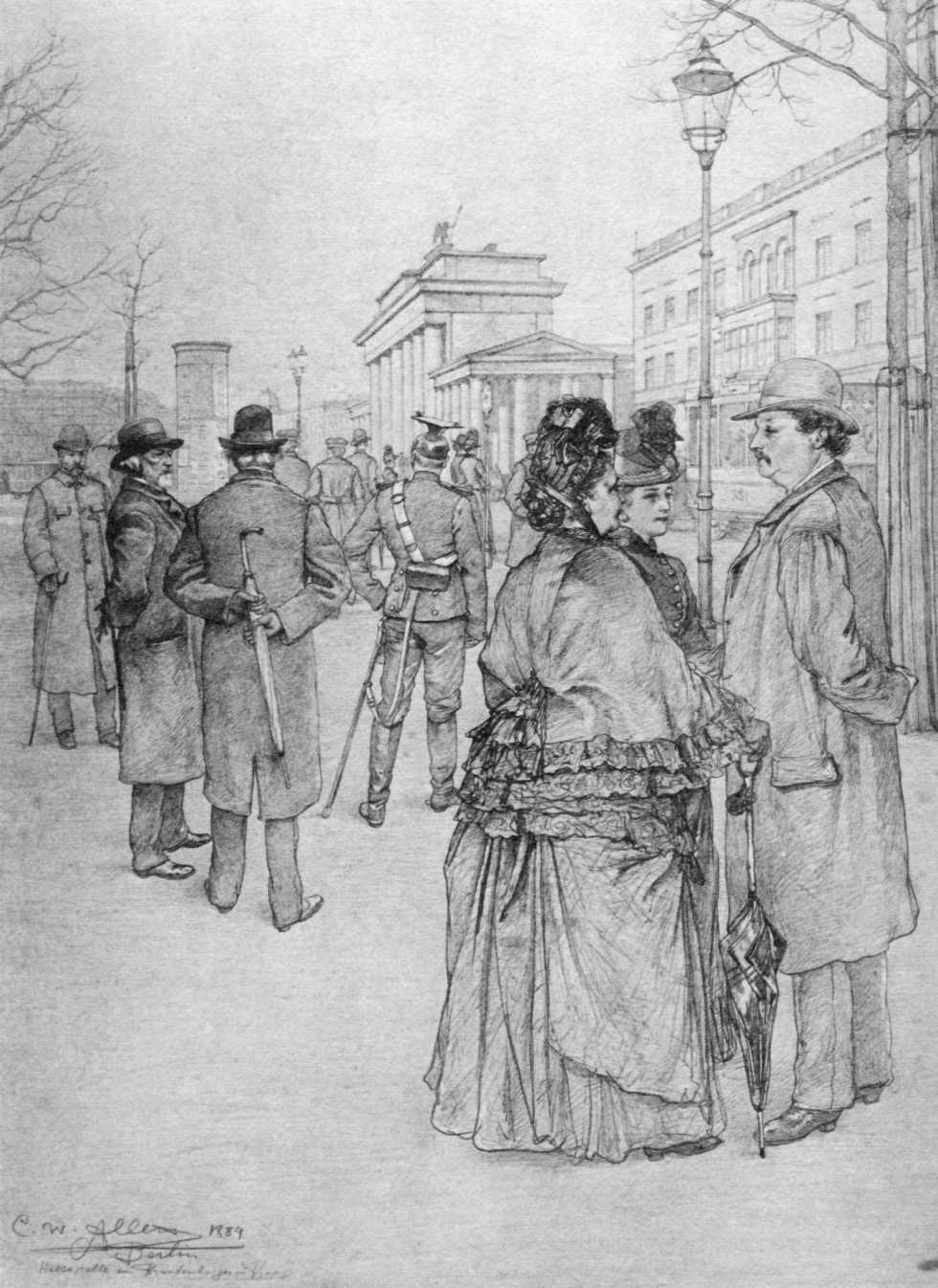
Près de la porte de Brandebourg (1889)
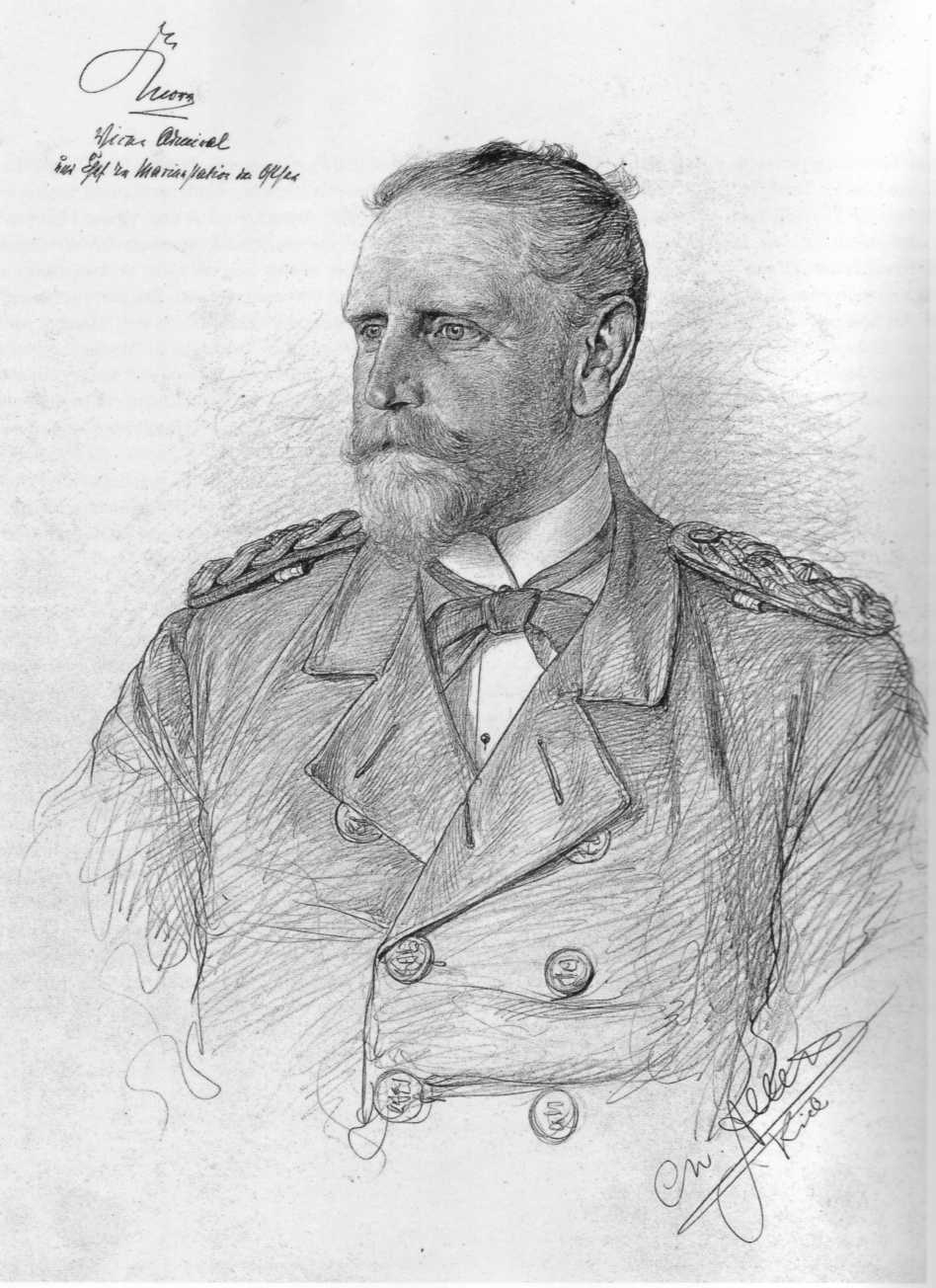
Portrait du vice-amiral von Knorr (1891)
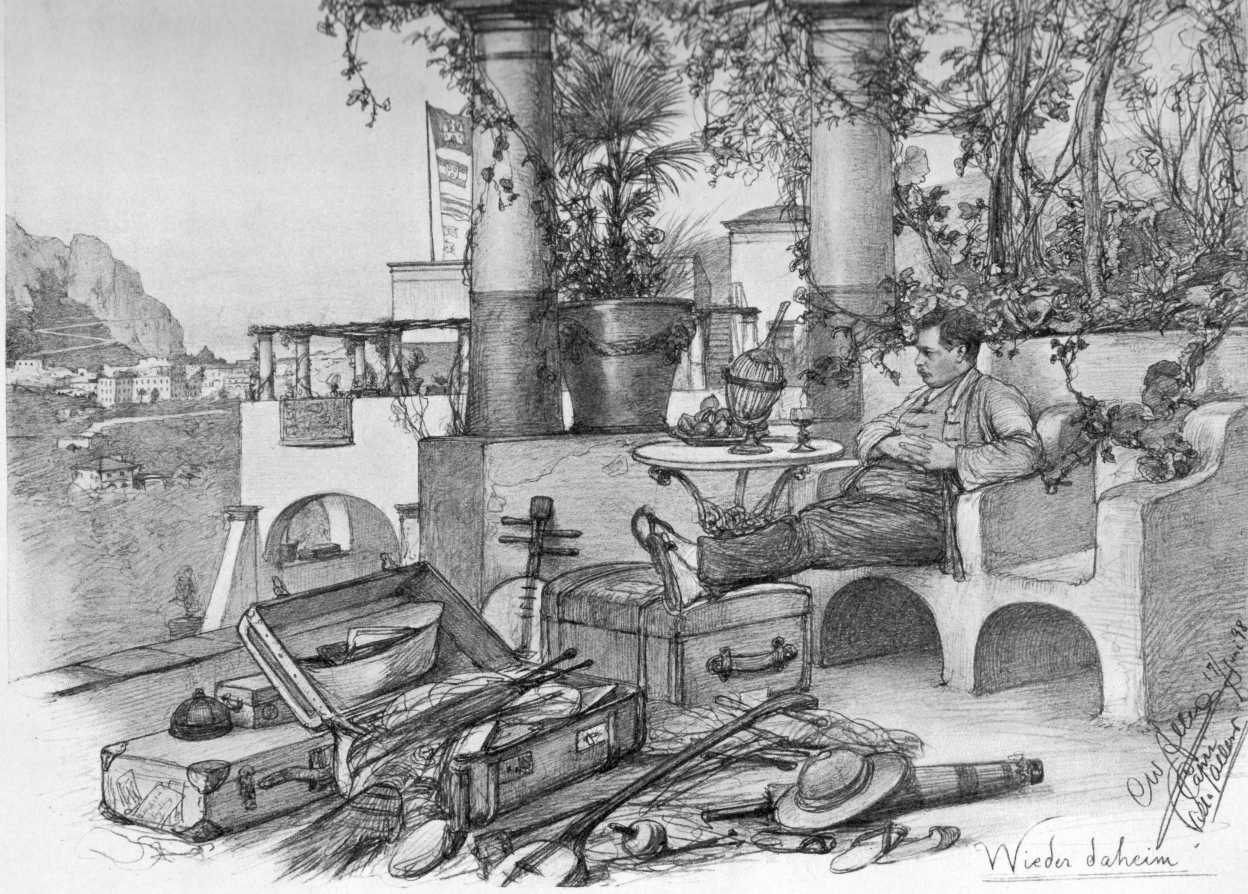
Allers de retour à la villa Allers de Capri (1898)
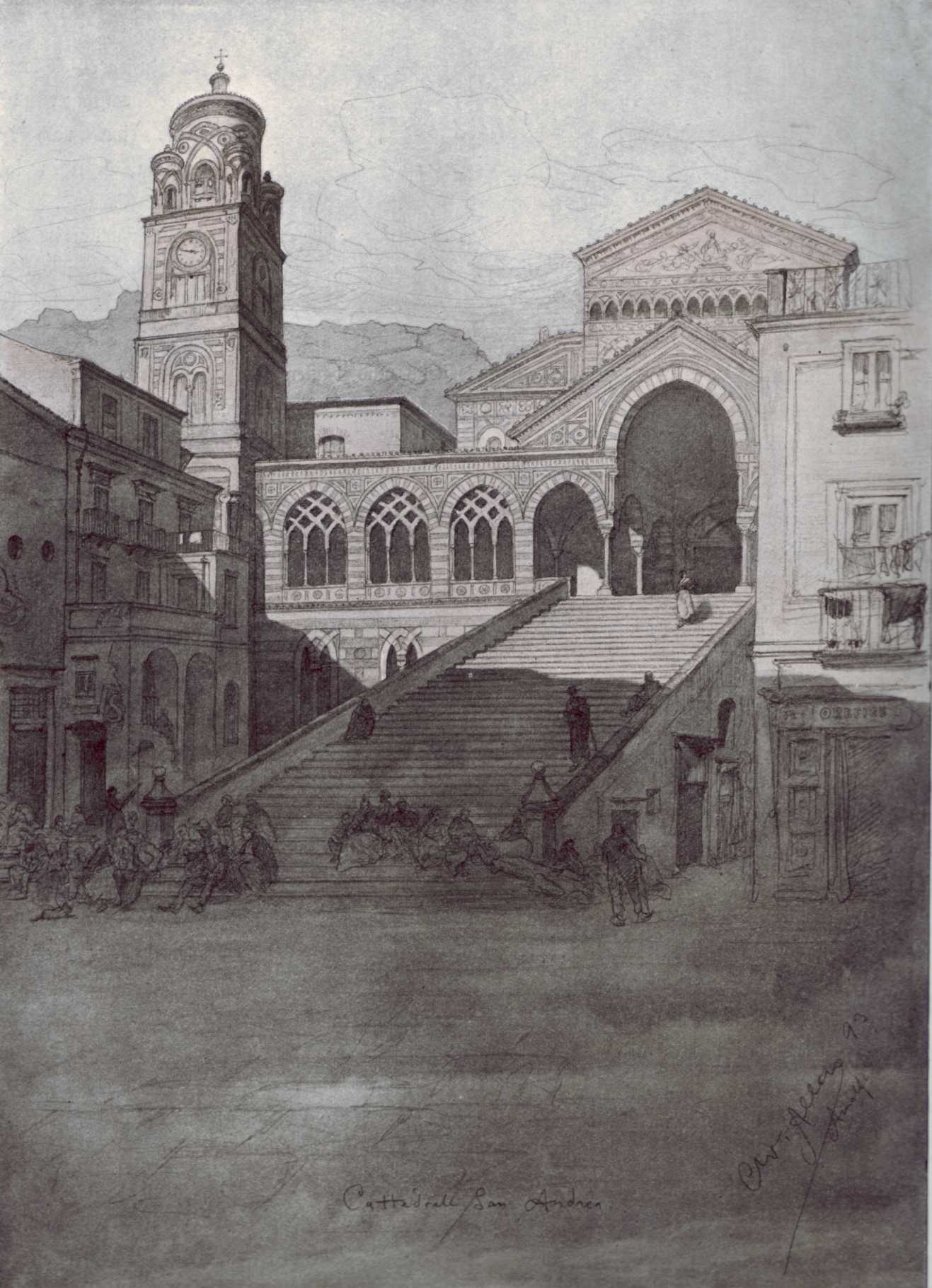
La cathédrale d'Amalfi en 1893
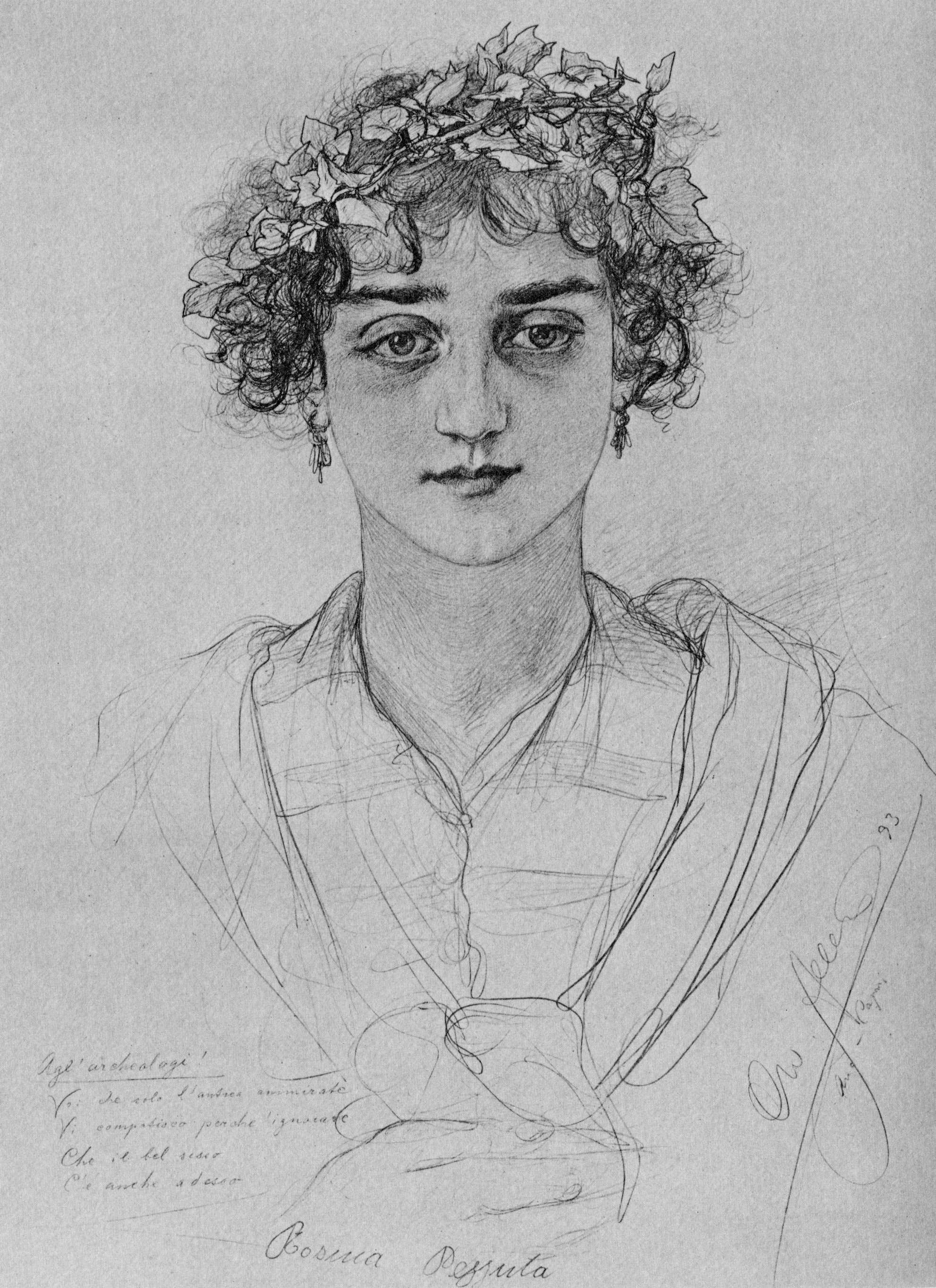
La bella Napoli, 1893